# Holger Behrendt
Holger Behrendt född den 29 januari 1964 i Schönebeck, Tyskland, är en östtysk gymnast.
Han tog OS-guld i ringar, OS-silver i lagmångkampenoch OS-brons i barr i samband med de olympiska gymnastiktävlingarna 1988 i Seoul.